# 玉州 (589年)
玉州，中国隋朝时设置的州。
隋文帝开皇九年（589年），隋朝灭南陈，改岳阳郡置玉州，治所在湘阴县（今湖南省湘阴县西）。下辖湘阴县、罗县（今湖南省汨罗市西北）。开皇十二年（592年），废除玉州，湘阴县、罗县改属岳州。